# Wallfahrtskapelle Jochbergwald

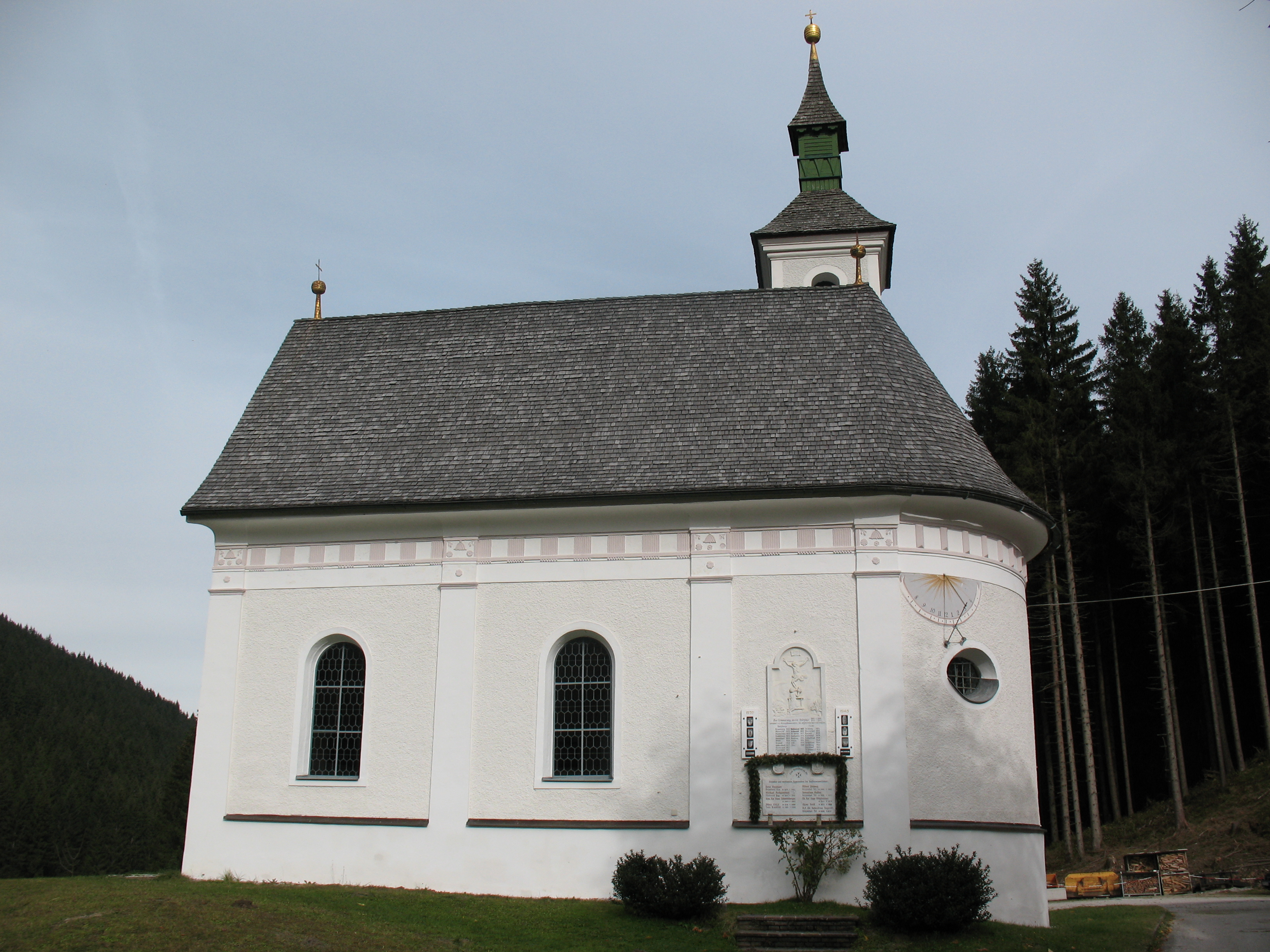
Katholische Wallfahrtskapelle Mariä Heimsuchung im Jochbergwald

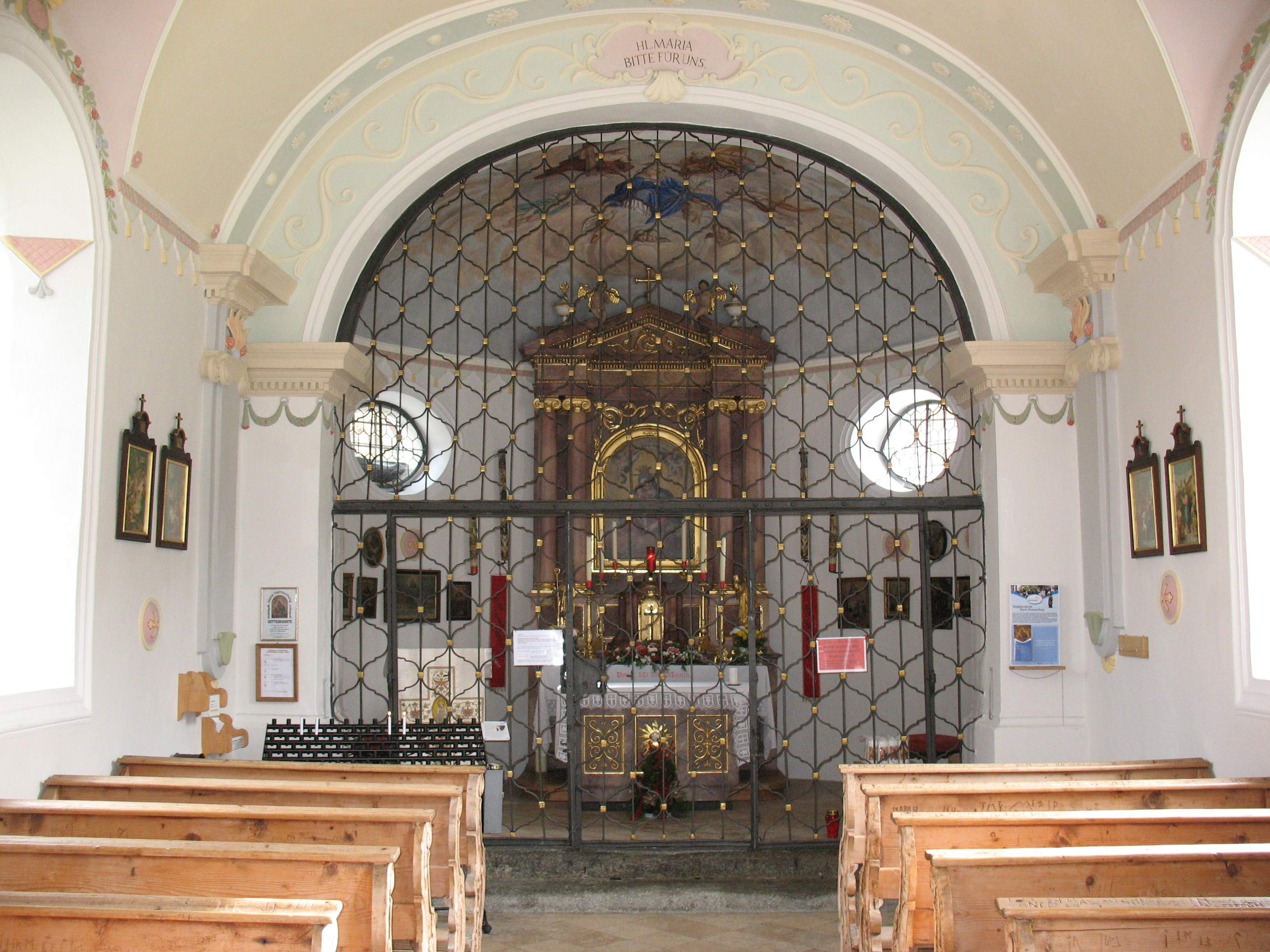
Langhaus, Blick zum Chor

Die Wallfahrtskapelle Jochbergwald steht an der Pass-Thurn-Straße im Jochbergwald in der Gemeinde Jochberg im Bezirk Kitzbühel im Bundesland Tirol. Die dem Patrozinium Mariä Heimsuchung unterstellte römisch-katholische Wallfahrtskapelle gehört zum Dekanat St. Johann in Tirol in der Erzdiözese Salzburg. Die Kapelle steht unter Denkmalschutz (Listeneintrag).

## Geschichte
Die Kapelle wurde 1841/1842 durch Josef Schweinester anlässlich der Verlegung der Straße (1835 bis 1839) anstelle einer 1673 gestifteten Kapelle erbaut. 1976 wurde die Kapelle restauriert.

## Architektur
Der dreijochige Kapellenbau mit einer Rundapsis unter einem geschindelten Dach hat einen schlanken Nordturm. Die Fassaden mit Rundbogenfenstern sind durch flache Pilaster, Gebälk mit Triglyphenfries und Rosetten gegliedert. Der steile Fassadengiebel über Eckpilastern, Gebälk und Rankendekor nennt 1842. Über dem Portal mit einem Steingewände befindet sich das Bildmedaillon Jochberger Gnadenmadonna flankiert von den Heiligen Josef und Johannes Evangelist.
Das Kapelleninnere zeigt das Langhaus unter einer Tonne mit Stichkappen, der Gewölbeanlauf erfolgt über einem Gesims mit Schabrackenfries. An den Wänden gibt es Schichtpilaster über Palmettenkonsolen anlaufend, dann ionische Kapitelle, dann Gurte mit Stuckrosetten. Über den Fenstern und am Triumphbogen gibt es zarte biedermeierliche Stukkaturen. Die Deckengemälde mit Krönung Mariens, Heimsuchung und Verkündigung schuf Anton Leitl.

## Ausstattung
Der klassizistische Altar zeigt das Altarbild Maria mit dem Schwert im Haupt als Kopie eines Gnadenbildes in Neukirchen bei Zwickau, das Gnadenbild wurde aus der Vorgängerkapelle hierher übertragen.
Das Chorgitter ist aus Schmiedeeisen. Die Glocke nennt 1842.